# (33907) Christykrenek
2000 LP4 (asteroide 33907) é um asteroide da cintura principal. Possui uma excentricidade de 0.19440430 e uma inclinação de 6.13577º.
Este asteroide foi descoberto no dia 5 de junho de 2000 por LINEAR em Socorro.